# Schloss Rabensburg

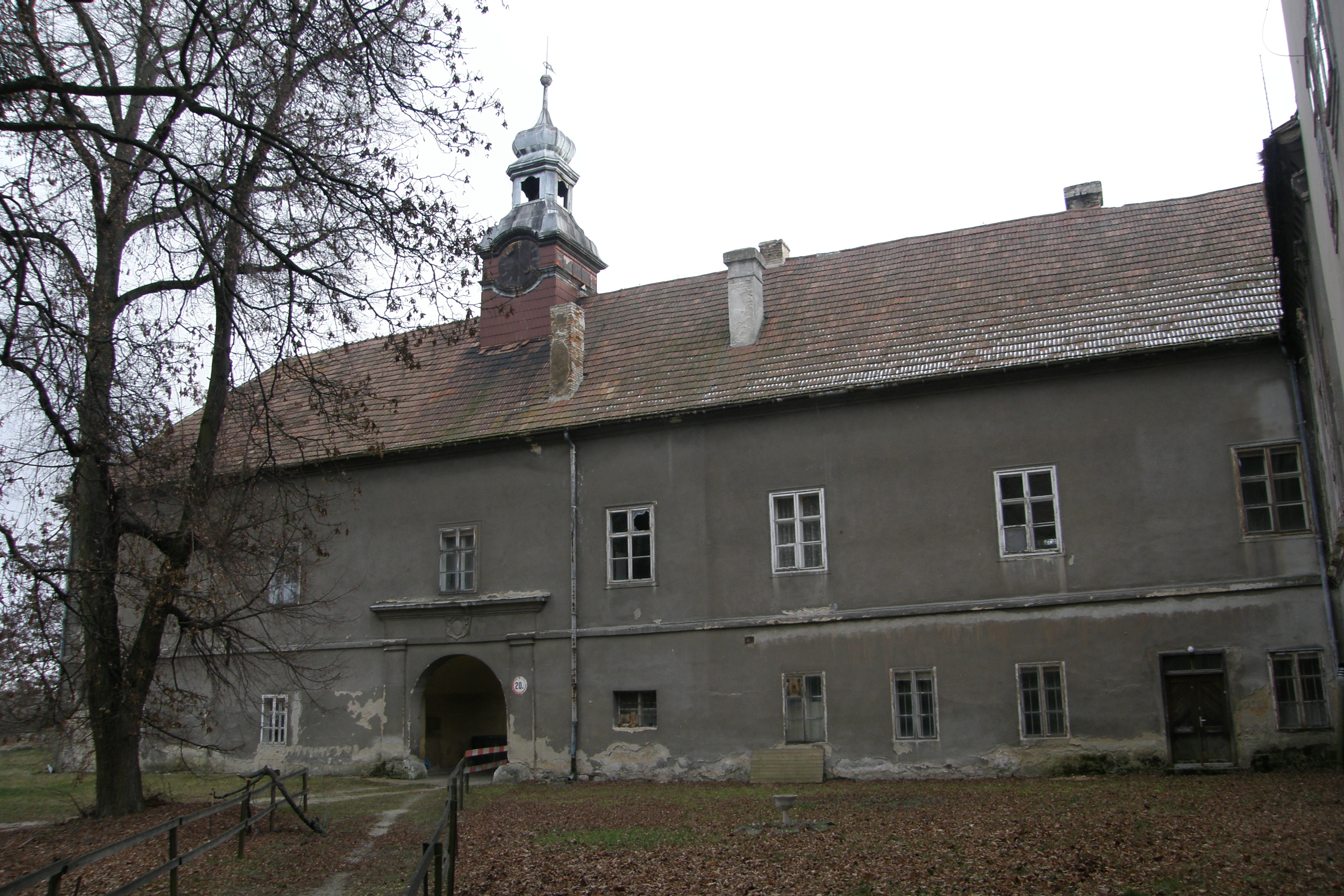
Schloss Rabensburg

Das Schloss Rabensburg ist ein Schloss in der gleichnamigen Gemeinde Rabensburg in Niederösterreich.

## Geschichte

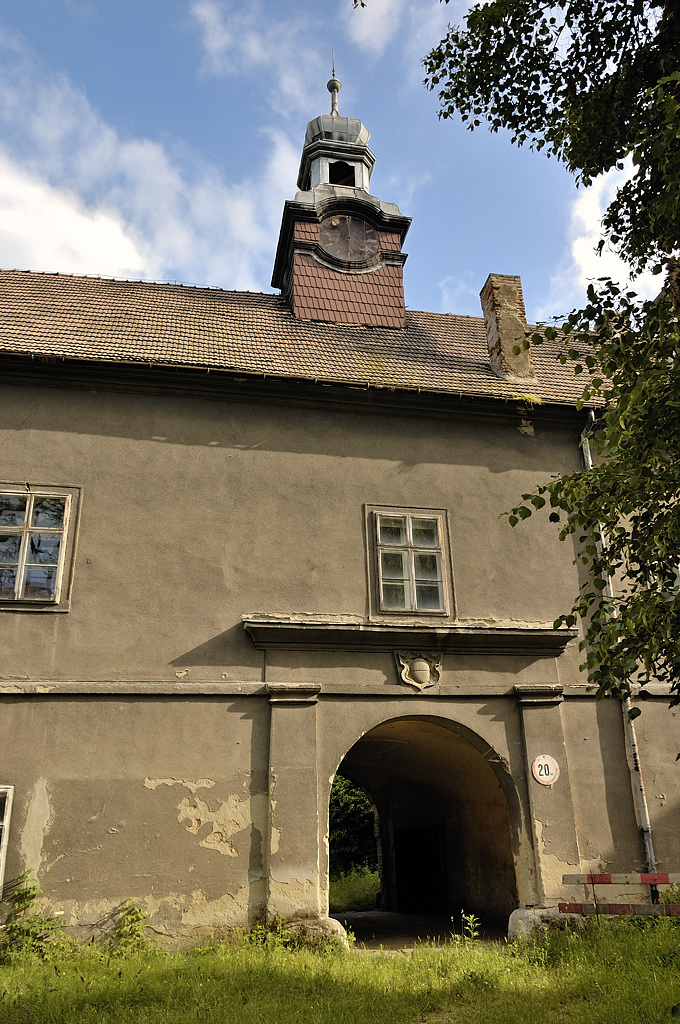
Haupttor

Die ursprüngliche Rabensburg soll im Jahr 1045, als das Gebiet zur Ungarischen Mark gehörte, in den Besitz des Regensburger Burggrafen Burkhard gefallen sein. Die damals hölzerne Burg dürfte um 1200 in Stein gebaut worden sein.
Im Jahr 1255 scheint Hertwicus de Rebensburch, ein Gefolgsmann der Kuenringer gleichzeitig mit dem Ort Rabensburg erstmals urkundlich auf. Die Burg war zu jener Zeit eine Wasserburg. Im Jahr 1294 erwarb Otto II. von Hagenberg die Herrschaft Rabensburg, die im Jahr 1328 dann von König Johann von Böhmen erobert wurde. Im Laufe des 14. Jahrhunderts kam sie in den Besitz der Zelkinger, wurde aber bereits 1385 von Hans und Ulrich von Zelking an Johann II. von Liechtenstein weiterverkauft. Zur Herrschaft gehörten damals etwa 25 Dörfer der Umgebung.
In den Jahren 1540 bis 1550 wurde die Burg von Georg Hartmann von Liechtenstein in größerem Ausmaß umgebaut. Die Außenfassaden wurden unter Johann Septimus von Liechtenstein gegen Ende des 16. Jahrhunderts mit Malereien und Sgraffiti verziert. Für Maximilian von Liechtenstein, den Bruder Karls, des Begründers des fürstlichen Hauses Liechtenstein, wurde die Burg zum Hauptwohnsitz. Unter ihm wurde die Anlage wesentlich erweitert und zu einem Schloss umgebaut. Auch Basteien, die mit Kanonen bestückt waren, wurden unter ihm errichtet. Trotzdem wurde das Schloss während des Dreißigjährigen Kriegs vom schwedischen General Lennart Torstensson im Jahr 1645 eingenommen und auch die benachbarte Kirche zerstört. Das Schloss konnte aber im Jahr darauf wieder von den Liechtensteinern in Besitz genommen werden.
Zu neuerlichen Verwüstungen kam es bei den Kuruzeneinfällen in den Jahren 1704 und 1706, sodass die Gottesdienste danach bis 1765 im Rittersaal abgehalten werden mussten.

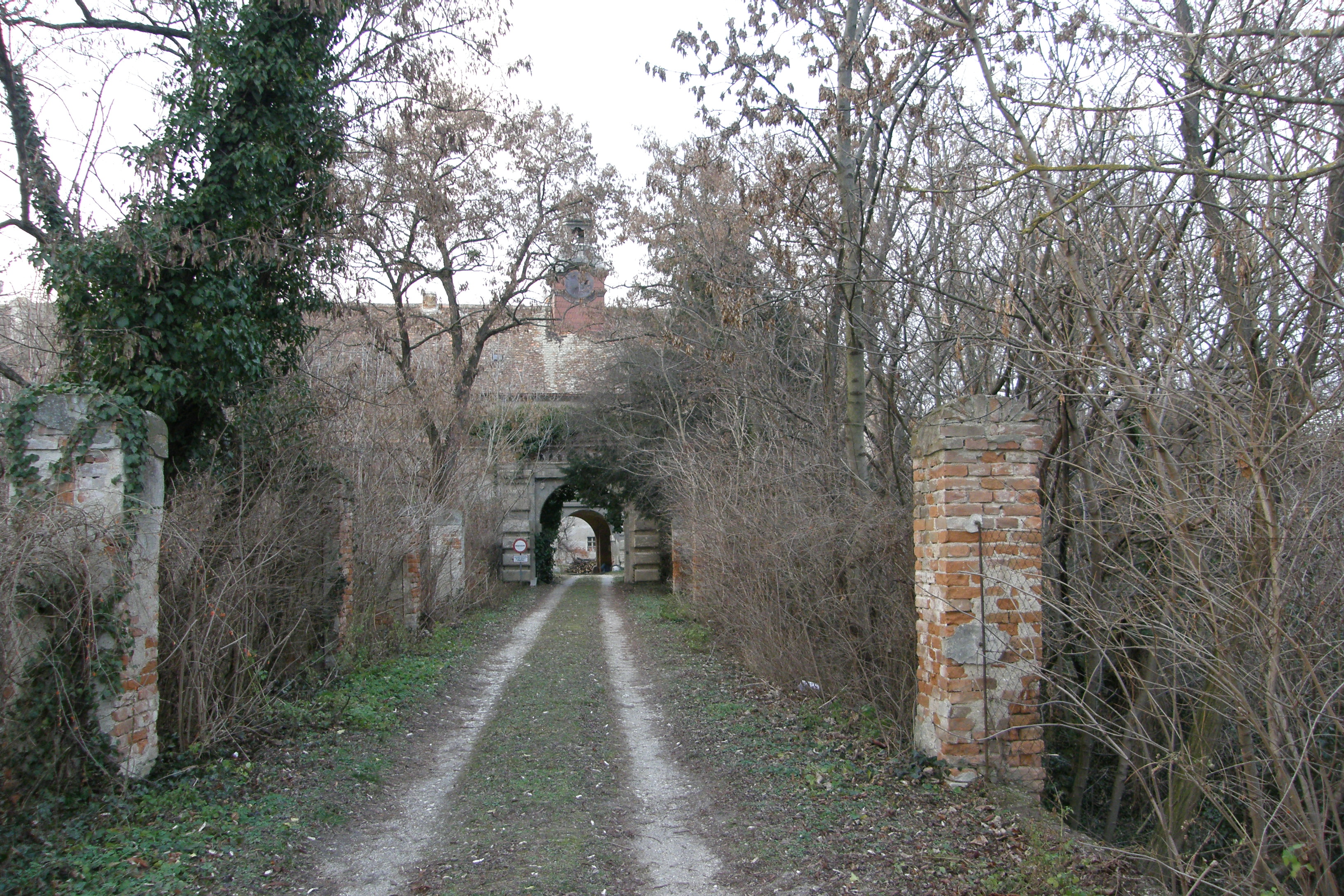
Die Schlosseinfahrt

Die Liechtensteiner behielten das Schloss mit Unterbrechung bis 1991. Nach Maximilian wurde es allerdings nicht mehr von der Herrschaft bewohnt und diente nur mehr als Gutsverwaltung und Beamtenwohnsitz. Nach dem Verkauf im Jahr 1861 war auch eine Parkettbodenfabrik im Gebäude untergebracht. In dieser Zeit gingen wertvolle Fresken und Bausubstanz verloren. Nach einigen Jahren wurde es jedoch von den Liechtensteinern wieder zurückgekauft.
1991 kaufte der Schottergrubenbesitzer Günther Kucharovits die Schlossanlage, die noch eine Zeit lang von einigen Mietern bewohnt wurde. Da das Gebäude aber nicht renoviert wurde, macht es äußerlich einen verwahrlosten Eindruck.